# 소행성대 혜성
소행성대 혜성은 소행성대 안에서 궤도 운동을 하는 천체로 부분적으로 혜성의 성질을 보인다. 
대부분의 궤도가 목성의 궤도 바깥에 있는 대부분의 혜성과는 달리 소행성대 혜성은 소행성대 내에서 거의 원형 궤도를 따르며 대부분의 소행성들과 구분이 어렵다. 소행성대 혜성은 작은 궤도 이심률과 행성 공전 평면에 대한 기울기가 소행성대의 소행성들과 거의 같다. 소행성대 혜성은 모두 소행성대의 바깥 부분 안쪽에서 공전한다. 
이 소행성대 혜성들이 어떻게 낮은 이심율의 소행성 궤도를 가지게 되었는지는 알려져 있지 않다. 다른 혜성과는 달리 소행성대 혜성은 현재의 위치 근처의 태양계 궤도의 내부에서 형성되었다고 가정된다. 
소행성대 혜성은 근일점에서 혜성의 먼지 꼬리를 보이며 한 달 이상 지속된다. 이러한 혜성들이 지구에 존재하는 물의 근원이라는 가설도 있었다. 
제일 처음 발견된 소행성대 혜성은 1979년 발견된 7968 Elst-Pizarro이며 1996년 혜성 꼬리를 발견하고 혜성 번호 133P/Elst-Pizarro가 주어졌다.

## 소행성대 혜성 목록
| 이름                                               | 궤도장반경 | 근일점    | 근일점 날짜 |
| -------------------------------------------------- | ---------- | --------- | ----------- |
| 133P/Elst–Pizarro [(7968) Elst–Pizarro, P/1996 N2] | 3.15 AU    | 2.64 AU   | 2013-02-09  |
| 176P/LINEAR [(118401) LINEAR]                      | 3.19 AU    | 2.57 AU   | 2011-07-01  |
| 238P/Read [P/2005 U1]                              | 3.16 AU    | 2.36 AU   | 2011-03-11  |
| 259P/Garradd [P/2008 R1]                           | 2.72 AU    | 1.79 AU   | 2013-01-15  |
| P/2010 A2 (LINEAR)                                 | 2.29 AU    | 2.00 AU   | 2013-05-23  |
| P/2010 R2 (La Sagra)                               | 3.10 AU    | 2.62 AU   | 2015-11-30  |
| 596 Scheila                                        | 2.9265 AU  | 2.4428 AU | 2012-05-19  |
| (300163) 2006 VW139                                | 3.05 AU    | 2.44 AU   | 2011-07-18  |
| P/2012 F5 (Gibbs)                                  | 3.00 AU    | 2.88 AU   | 2010-03-26  |
| P/2012 T1 (판스타스)                               | 3.15 AU    | 2.41 AU   | 2012-09-11  |
| 311P/판스타스 혜성 [P/2013 P5]                     | 2.189 AU   | 1.936 AU  | 2014-04-16  |
| P/2013 R3 (카타리나-판스타스)                      | 3.03 AU    | 2.20 AU   | 2013-08-05  |

## 같이 보기
- 사혜성